# Kulturøen

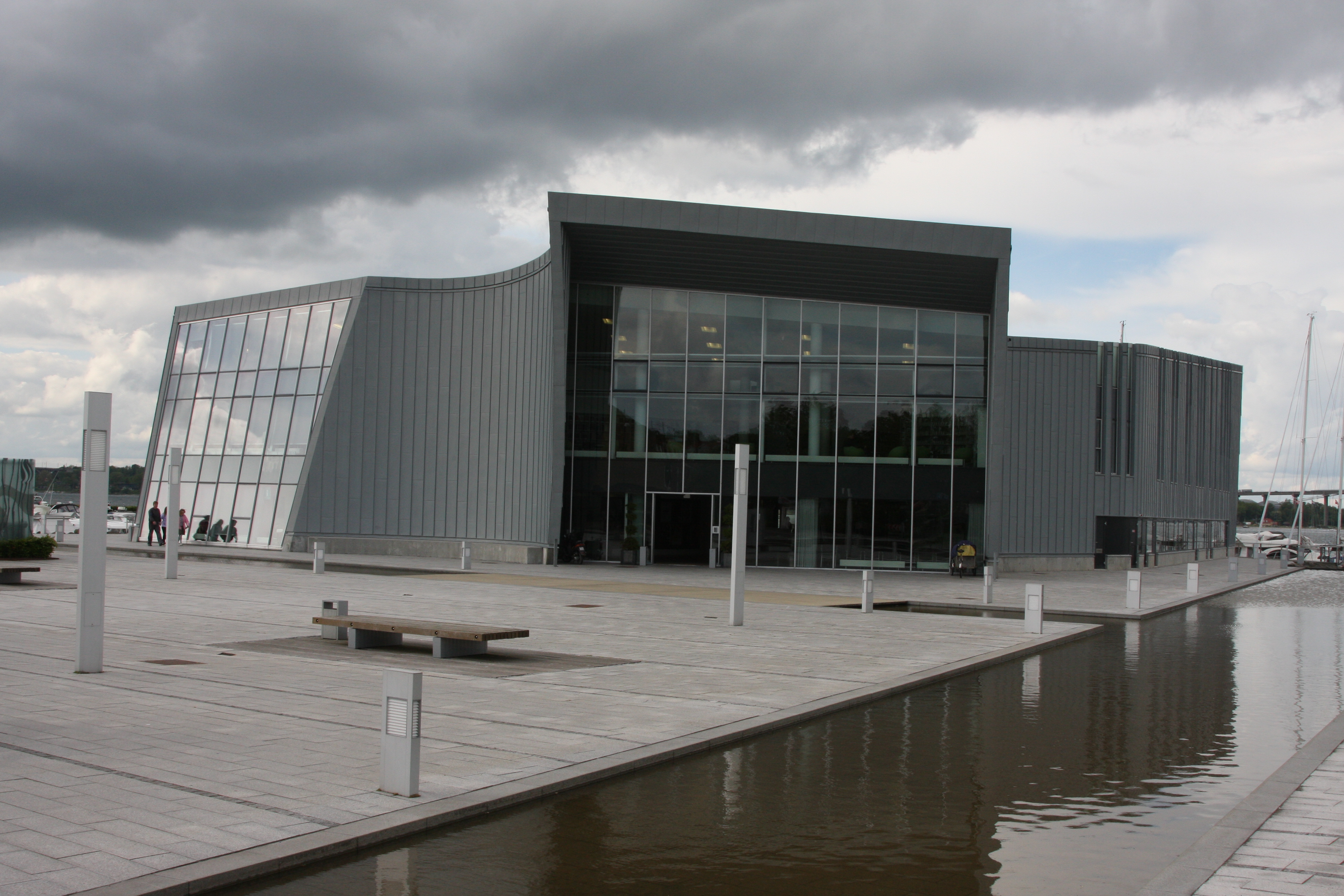
Kulturøen in Middelfart (2009)

Kulturøen (Die Kulturinsel) ist ein Kulturzentrum, das sich in der dänischen Stadt Middelfart im Nordwesten der dänischen Insel Fünen befindet. Es liegt auf einer künstlichen Halbinsel in der Mitte des Yachthafens TEL-KA Marina mit 65 Liegeplätzen. Durch seine Lage an der Hafenfront exponiert sich das Kulturzentrum zum Kleinen Belt, von wo aus ein freier Blick sowohl zur Alten als auch Neuen Kleinen-Belt-Brücke besteht. Das 4500 m² große Gebäude beherbergt das Kino Panorama Middelfart (400 Plätze) mit Café, ein Restaurant, die Touristeninformation von Middelfart und die Middelfart Bibliotek, die auch einer der Treffpunkte des Trekantområdets Litteraturfestivals ist.  
Kulturøen wurde nach Entwürfen des Aarhuser Architektenbüros schmidt hammer lassen architects gebaut und am 7. August 2005 nach zweijähriger Bauzeit eröffnet. Die Baukosten des von der Middelfart Kommune in Auftrag gegebenen Hauses beliefen sich auf 60 Mio. DKK. In alle vier Himmelsrichtungen sind große Glasfassaden platziert; die restlichen Außenwände sind mit Zinkplatten verkleidet.  